# François Ozons Kurzfilme
Besuch am Meer (auch: Blicke aufs Meer; französischer Originaltitel: Regarde la mer) ist ein 52 Minuten dauernder Kurzfilm des französischen Regisseurs François Ozon aus dem Jahr 1997. Produziert wurde der Film von der Firma Fidélité Productions, die auch andere Werke François Ozons wie Die Zeit die bleibt und 8 Frauen produzierte.

## Handlung
Auf der Île d’Yeu vor Frankreich lebt die Engländerin Sasha mit ihrer zehn Monate alten Tochter Sioffra und ihrem Mann, der beruflich oft abwesend ist. Eines Tages – Sasha ist allein im Haus – taucht Tatiana vor Sashas Haustür auf und bittet sie, im Garten des Hauses ihr Zelt aufstellen zu dürfen. Erst abweisend und zurückhaltend, erlaubt Sasha ihr dies schließlich und die beiden Frauen beginnen, eine Beziehung zueinander aufzubauen. Sasha beschließt, einkaufen zu gehen und überlässt Sioffra in Tatianas Obhut. Als sich nach ihrer Rückkehr alles in bester Ordnung befindet, bittet sie Tatiana schließlich, in das Haus einzuziehen, obwohl sie von Tatianas seltsamen Verhalten irritiert ist.
Als Sashas Mann am darauffolgenden Tag zurückkommt, findet er ein leeres Haus vor. In dem Zelt vor dem Haus liegt Sasha gefesselt und tot. Tatiana hält die schreiende Sioffra auf einer Fähre, welche die Insel verlässt.

## Kritiken
„Außergewöhnliche Werke, in denen in langen Einstellungen die Psychologie und die vorsichtige Interaktion der Figuren meisterhaft beleuchtet werden.“

„Souverän inszenierte der französische Regisseur François Ozon ("8 Frauen", "Sitcom") ein subtiles Psychodrama, das geschickt mit der Erwartungshaltung des Zuschauers spielt.“

„Mit minimalen Mitteln baut Ozon eine kaum fassbare Bedrohung auf. Spannend. Und wirklich böse!“